# Fytinezuur
Fytinezuur, ook gekend als inositolhexafosfaat of fytaat (dit is het anion van fytinezuur in zouten), is de fosfaatester van myo-inositol. Alle zes hydroxylgroepen van inositol zijn veresterd.
De stof is een vrijwel kleurloze en zeer stroperige vloeistof. Na verloop van tijd wordt de vloeistof donker; dat gebeurt ook als men ze verhit tot 100°C of meer. De stof is verder oplosbaar in water.
Fytinezuur is voor het eerst uit tarwezaad geïsoleerd in 1872 door W. Pfeffer. Ernst Winterstein bewees in 1897 dat het een ester van myo-inositol en fosforzuur is, maar de exacte structuur is pas veel later bepaald.

## Voorkomen
Fytaat komt voor in alle plantenzaden en vooral in granen en groenten. Het is een bioactieve stof die verschillende functies vervult, waaronder die van zaadkieming.
Fytaat is de voornaamste vorm waarin zowel inositol als fosfaat in zaden en granen voorkomt. Het is erin aanwezig in de vorm van een calcium-magnesiumzout, maar ook andere elementen zijn mogelijk, zoals kalium of ijzer. De algemene naam voor deze zouten is fytines. Het fytaation is namelijk een sterk cheleermiddel voor tweewaardige mineralen als calcium, magnesium, zink of ijzer; het bindt deze mineralen en verlaagt daarmee hun biobeschikbaarheid.
Enkele planten met een hoog gehalte aan fytinezuur zijn:
- Chinese kool (Brassica campestris): 0,38 tot 0,57 %
- Suikeresdoorn (Acer saccharum): 0,49
- Erwt (Pisum sativum): 0,30
- Gewone tarwe (Triticum aestivum): 0,14
- Zemelen van Aziatische rijst (Oryza sativa): 2,2

In totaal komt de jaarlijkse synthese van fytinezuur in zaden, granen en fruit daarmee op tientallen miljoenen ton wereldwijd.

## Synthese
De fosforylering van myo-inositol met fosforzuur en difosforpentoxide als droogmiddel bij 130°C levert een mengsel van inositolfosfaten op, waarvan fytinezuur een kleine fractie, ongeveer 8%, uitmaakt.
Fytinezuur wordt echter zelden door chemische synthese bereid, omdat het makkelijk door extractie uit plantenzaden bekomen wordt. In de VS wordt daarvoor "corn steep liquor" gebruikt, een bijproduct van het malen van maiskorrels, en in Japan zemelen van rijst.

## Toepassing
Fytaten werden oorspronkelijk beschouwd als "antinutriënten", omdat ze verschillende tweewaardige kationen binden evenals eiwitten en zetmeel, en de biobeschikbaarheid daarvan dus verminderen. Er werd daarom gezocht naar manieren om ze uit de voeding te verwijderen.
Maar de mineraal-chelerende eigenschappen van fytaten brengen ook voordelen mee op gezondheidsvlak, zoals: verlaging van serumcholesterol en triglycerides; bescherming tegen sommige ziekten zoals hart- en vaatziekten of niersteenvorming en zelfs tegen sommige vormen van kanker.